# Hexatoma karnyi
Hexatoma karnyi är en tvåvingeart som först beskrevs av Edwards 1925.  Hexatoma karnyi ingår i släktet Hexatoma och familjen småharkrankar. Inga underarter finns listade i Catalogue of Life.